# Ocotea felix
Ocotea felix là loài thực vật có hoa trong họ Nguyệt quế. Loài này được Coe-Teix. miêu tả khoa học đầu tiên năm 1980.